# Distretto di Tieshan
Il distretto di Tieshan (铁山区S, Tiěshān QūP) è un distretto della Cina, situato nella provincia di Hubei e amministrato dalla prefettura di Huangshi.